# Antiblemma brevipennis
Antiblemma brevipennis är en fjärilsart som beskrevs av Walker 1858. Antiblemma brevipennis ingår i släktet Antiblemma och familjen nattflyn. Inga underarter finns listade i Catalogue of Life.